# 维普莱
维普莱（法語：Viplaix）是法国阿列省的一个市镇，位于该省西部，属于蒙吕松区。该市镇2009年时的人口为300人。

## 人口
维普莱人口变化图示
| 数据来源：INSEE |